# Xie Siyi
Xie Siyi (n. 28 martie 1996, Shantou⁠(d), Republica Populară Chineză) este un săritor în apă ce a reprezentat Republica Populară Chineză, medaliat olimpic. A participat la o ediție a Jocurilor Olimpice (2020) în care a câștigat două medalii de aur.